# L'apache
L'apache er en amerikansk stumfilm fra 1919 af Joe De Grasse.